# Prionostemma pulchra
Prionostemma pulchra is een hooiwagen uit de familie Sclerosomatidae.